# Beeldenaar

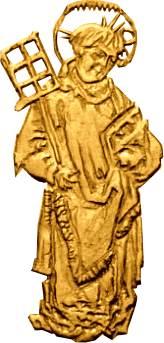
Beeldenaar van de heilige Laurentius van Rome op een goudgulden (Kellner 10). In zijn hand draagt hij het rooster waarop hij gefolterd werd. De beeldenaar is mede ontworpen door Albrecht Dürer, de munt is geslagen door muntmeester Dietherr.

De beeldenaar of stempeling is een term in de numismatiek en de faleristiek voor dat wat op een rondel is geslagen of anders gezegd de afbeelding op een munt, penning of ereteken. Naast de legende is de beeldenaar vaak het belangrijkste identificatiemiddel voor een munt. De beeldenaar had vaak ook propagandistische doeleinden en stelde vaak een heerser of godheid voor.
In de filatelie wordt de term beeldenaar voor het portret van een regerend vorst of vorstin op een postzegel.

## Afbeeldingen

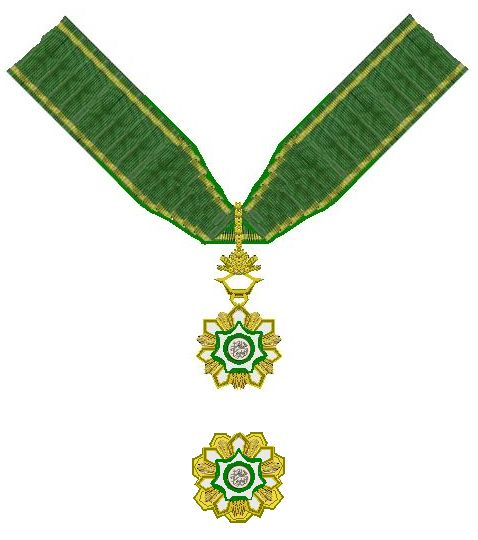
In veel islamitische landen wordt het afbeelden van mensen als ongepast beschouwd. Deze Saoedische Orde van Abdoel Aziz al Saoed heeft dan ook geen portret in de beeldenaar.
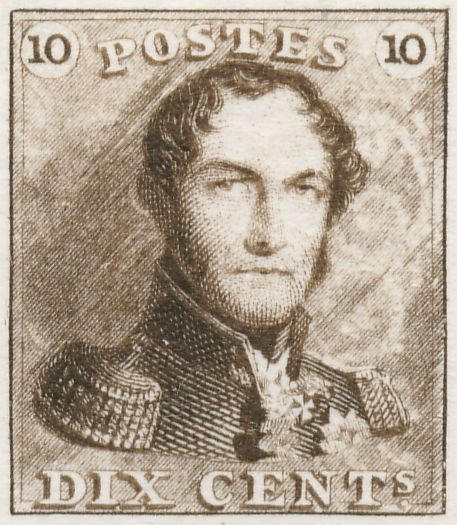
Leopold I op de eerst uitgegeven postzegel van België.